# Vindstrut

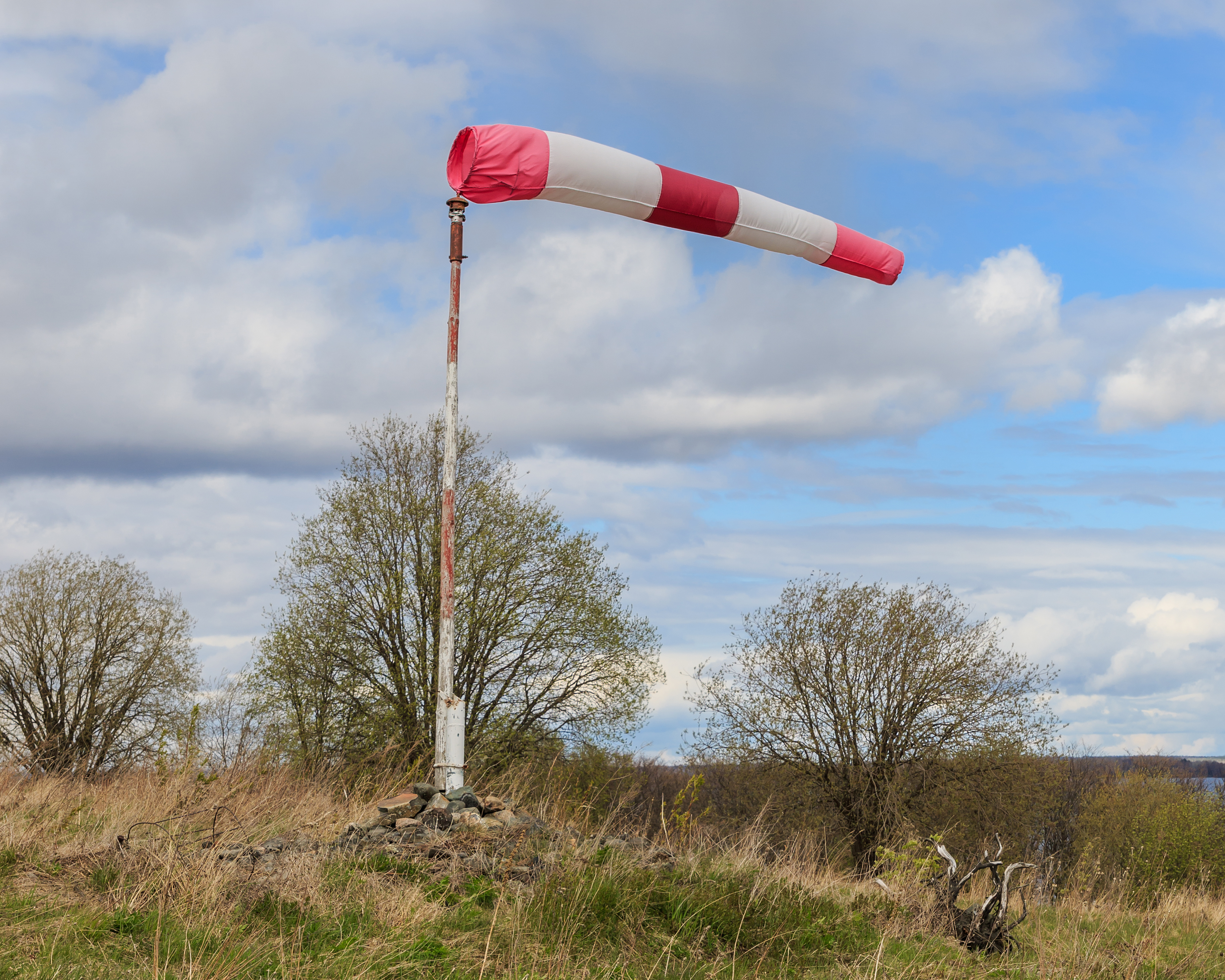
En vindstrut

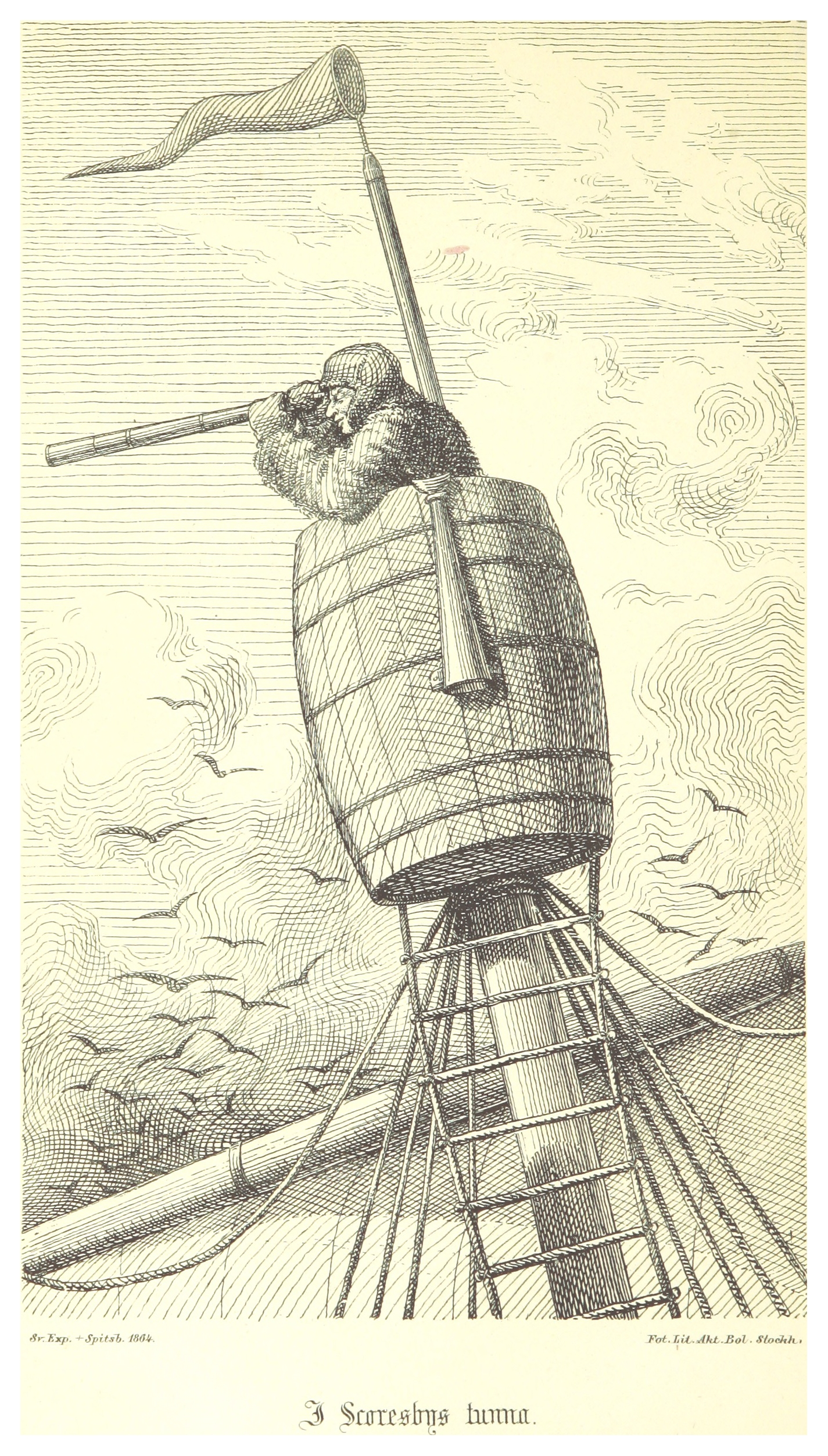
Utkik med tubkikare på skonaren Axel Thordsen under Svenska expeditioner till Spetsbergen och Jan Mayen 1864 i en utkikstunna med vindstrut

En vindstrut är ett enkelt meteorologiskt instrument som består av en tygstrut på ett stativ, och som visar åt vilket håll vinden blåser samt ger en indikation på hur mycket det blåser (ju hårdare vind, desto mer utsträckt strut). Vindstyrkan är dock inte den enda faktor som påverkar strutens sträckning, även andra faktorer som regn (som kan göra struten tyngre och svårare att sträcka ut) kan spela in. 
En vindstrut finns på varningsmärket för farlig sidvind.